# Komet Wiseman-Skiff
Komet Wiseman-Skiff (uradna oznaka je 114P/ Wiseman-Skiff) je periodični komet z obhodno dobo okoli 6,7 let. 
Komet pripada Jupitrovi družini kometov . 

## Odkritje[4]
Komet je odkrila ameriška astronomka Jennifer Wiseman 28. decembra 1987 na Observatoriju Lowell. Istega dne ga je odkril tudi Brian A. Skiff na istem observatoriju. 

## Lastnosti
Jedro kometa ima premer okoli 1,56 km .

Komet je tudi starševsko telo meteorskega roja, ki ga je posnelo 7. marca 2004 robotsko vozilo Spirit na Marsu. Radiant meteorskega roja je bil v ozvezdju Kefeja (Cepheus).